# María Zambrano
María Zambrano Alarcón (Vélez-Málaga, Málaga, 22 de abril de 1904-Madrid, 6 de febrero de 1991) fue una intelectual, filósofa y ensayista española. Su extensa obra, entre el compromiso cívico y el pensamiento poético, no fue reconocida en España hasta el último cuarto del siglo XX, tras un largo exilio. Ya anciana, recibió los dos máximos galardones literarios concedidos en España: el Premio Príncipe de Asturias en 1981 y el Premio Cervantes en 1988, siendo la primera mujer en recibirlo. 

## Biografía

### Primeros años
María Zambrano nació en Vélez-Málaga el 22 de abril de 1904, hija de Araceli Alarcón Delgado y Blas Zambrano García de Carabante, ambos maestros, como también lo fue su abuelo paterno, Diego Zambrano. Proveniente de una familia de intelectuales y profesionales, su entorno familiar ejerció una profunda influencia en su desarrollo intelectual y artístico. Estando de vacaciones con su abuelo materno en Bélmez de la Moraleda (Jaén), María sufrió el primer aviso de lo que a lo largo de su vida fue una constante: su delicada salud. En esa primera ocasión, se la llegó a dar por muerta, tras un colapso de varias horas y una larga convalecencia. 
En 1908, se trasladó con su familia a Madrid y, al año siguiente, a Segovia al conseguir su padre la cátedra de Gramática Castellana en la Escuela Normal de Maestros de la ciudad. Allí pasó María su adolescencia y allí, la víspera de su cumpleaños, nació su hermana Araceli, según sus palabras, «la alegría más grande de su vida». En 1913, comenzó el bachillerato en el Instituto de Segovia, donde era la única estudiante femenina junto a otra compañera.

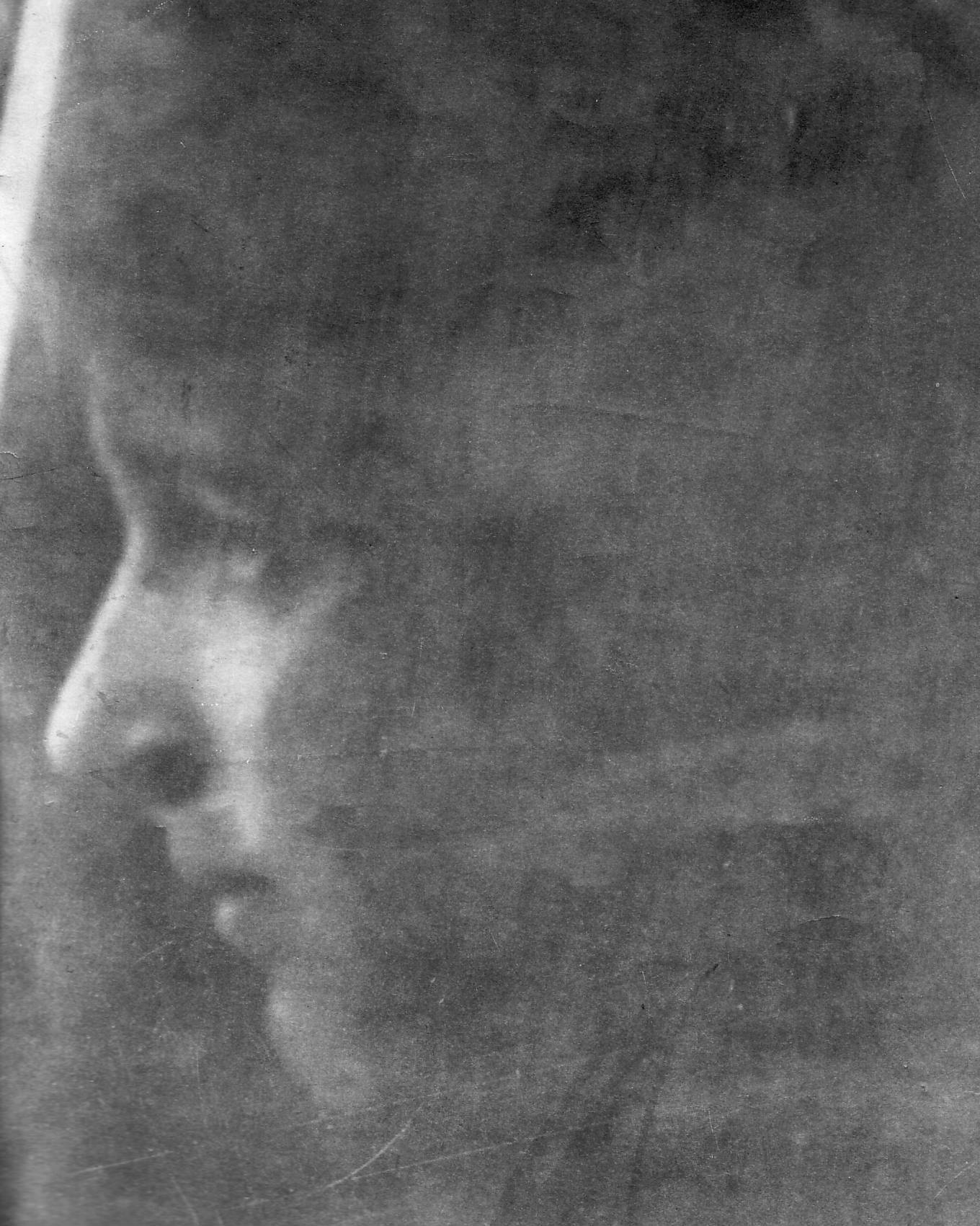
María, muy joven, hacia 1918.

En Segovia, María comenzó su primer amor (posteriormente, prohibido) con su primo, Miguel Pizarro, entre 1917 y 1921, año en el que la familia intervino y él fue enviado a Japón, como profesor de español en la Universidad de Osaka. Tras un primer momento de desolación, la fuga de su primo la llevó a vivir una nueva experiencia amorosa, recogida en su epistolario, con Gregorio del Campo, de la que nacería «el nene», que murió al poco tiempo, como se desprende del epistolario entre ambos.

### Formación
En 1924, su familia se trasladó de nuevo a Madrid, donde se matriculó por libre (debido a su escasa salud) en la Facultad de Filosofía y Letras de la Universidad. Entre 1924 y 1926, asistió a las clases de García Morente, Julián Besteiro, Manuel Bartolomé Cossío y Xavier Zubiri en la Universidad Central de Madrid, donde conoció a José Ortega y Gasset en un tribunal de exámenes. En 1927, fue invitada a la tertulia de la Revista de Occidente, círculo en el que, a pesar de su juventud, asumió un papel de mediadora entre Ortega y Gasset y algunos escritores jóvenes, como Antonio Sánchez Barbudo o José Antonio Maravall. Asimismo, tuvo la oportunidad de sumergirse durante sus años de estudio en los círculos intelectuales de la época y entablar amistad con otros escritores y artistas destacados, como Federico García Lorca, Pedro Salinas y Miguel Hernández.
A partir de 1928, comenzó su doctorado e ingresó en la Federación Universitaria Escolar (FUE), donde comenzó a colaborar en la sección Aire Libre del periódico madrileño El Liberal. Participó en la fundación de la Liga de Educación Social, de la que fue vocal. Además, impartió clases de filosofía en el Instituto Escuela, aunque se vieron interrumpidas por una nueva recaída de su salud (en esta ocasión, el diagnóstico fue concreto: tuberculosis). A pesar de ello, no interrumpió sus colaboraciones con la FUE ni muchos de sus escritos. Durante esta etapa de su vida, de igual manera, comenzó a redactar sus primeros ensayos y artículos. Con esto, mostró un gran interés por la filosofía, la literatura y el arte, comenzando a desarrollar un estilo de escritura caracterizado por su profundidad y su capacidad para abordar temas complejos de manera accesible.
En 1931, fue nombrada profesora auxiliar de Zubiri en la cátedra de Historia de la Filosofía en la Universidad Central, puesto que ocupó hasta 1935, haciendo las sustituciones a Zubiri cuando estaba de viaje; en esa época, inició su inconclusa tesis doctoral, «La salvación del individuo en Spinoza». Integrada en el aparato de la coalición republicano-socialista, asistió a la proclamación de la Segunda República Española en la Puerta del Sol el 14 de abril de 1931; no aceptó, sin embargo, la oferta de una candidatura a  las Cortes como diputada por el PSOE.

#### El Frente Español
El 7 de marzo de 1932, la cercanía profesional e intensa colaboración de María Zambrano con José Ortega y Gasset la llevó a cometer el que muy pronto descubriría como «peor error político» de su vida: la firma del Manifiesto y creación del Frente Español (FE), con Ortega «moviendo los hilos en la sombra».A aquella plataforma, trató de sumarse José Antonio Primo de Rivera, sin conseguirlo, debido a la oposición personal de Zambrano, lo que mostró su perfil en contra del fascismo. Ella, haciendo uso de su liderazgo en el colectivo, disolvió el incipiente movimiento. Aún con todo, no pudo evitar que los estatutos de aquella empresa orteguiana y las siglas FE fuesen usadas por Falange Española.
Desilusionada con la política de partidos, con la destacada excepción de su fidelidad a la República durante la Guerra Civil, en adelante, Zambrano encauzaría su inquietud política al ámbito del pensamiento. A partir de este momento, no participaría más en la política de partidos, pero, no por ello, abandonaría la motivación de índole política en sentido amplio. Así pues, su actividad política se cristalizaría, por un lado, como crítica al racionalismo y sus excesos y, por otro, con la propuesta de una razón alternativa e integradora, la razón poética.

#### Las Misiones Pedagógicas
Aquel mismo año, y en un contexto vital muy diferente, conoció a través de su amiga Maruja Mallo en la tertulia de Valle Inclán a Rafael Dieste, que sería en adelante uno de sus más grandes amigos; con él y otros jóvenes de ese grupo (Arturo Serrano Plaja, Luis Cernuda, Sánchez Barbudo y el que más tarde será su marido, Alfonso Rodríguez Aldave) participó en algunas Misiones en Cáceres, Huesca y Cuenca, entornos y quehaceres en los que las angustias personales que la habían asediado fueron desplazadas por la realidad de una "tarea española".
En ese periodo, entre 1932 y 1934, María Zambrano colaboró con generosidad en los cuatro círculos culturales que frecuentaba: la Revista de Occidente, la poética reunión de estrellas del 27 reunida en Los Cuatro Vientos, la juvenil Hoja Literaria de Azcoaga, Barbudo y Plaja y el santuario de José Bergamín Cruz y Raya, en cuyas tertulias conocerá a un aturdido Miguel Hernández, al que acogerá en una sintonía de silencios y pesares.
Muchos de los integrantes de esos círculos acabarán entregándose a la costumbre de ir a tomar el té a la casa de María en la plaza del Conde de Barajas. La pensadora se aleja de la caverna filosófica de la Revista de Occidente de Ortega, y gana un puesto de excepción entre la intelectualidad poética española. Era el año 1935, y en el comienzo de curso María inició su tarea de profesora de Filosofía en la Residencia de Señoritas y en el Instituto Cervantes, en el que Machado ocupaba la cátedra de Francés.

### España nuestro tiempo, nuestro deber: conocerlo, cumplirlo
El 18 de julio de 1936, tras el golpe de Estado en España que daría lugar a la guerra civil española, María Zambrano se sumó al manifiesto fundacional de la Alianza de Intelectuales para la Defensa de la Cultura (AIDC), colaborando en su redacción y marcando el compromiso de "la libertad del intelectual" con el "pueblo puesto en pie" por una "razón armada". Como su propio padre y como su admirado y admirador Antonio Machado, la Zambrano, que nunca escatimó lucidez y valentía, se alineó definitivamente en la realidad, un gesto humano y personal que muy pronto aparecerá en su obra bajo el epígrafe de "razón poética".
El 14 de septiembre de 1936, contrajo matrimonio con el historiador Alfonso Rodríguez Aldave, recién nombrado secretario de la Embajada de España en Chile, país hacia el que viajaron en el mes de octubre. En ese viaje hicieron escala en La Habana, donde María pronunció una conferencia sobre Ortega y Gasset y conoció al que será quizá su mejor amigo José Lezama Lima.

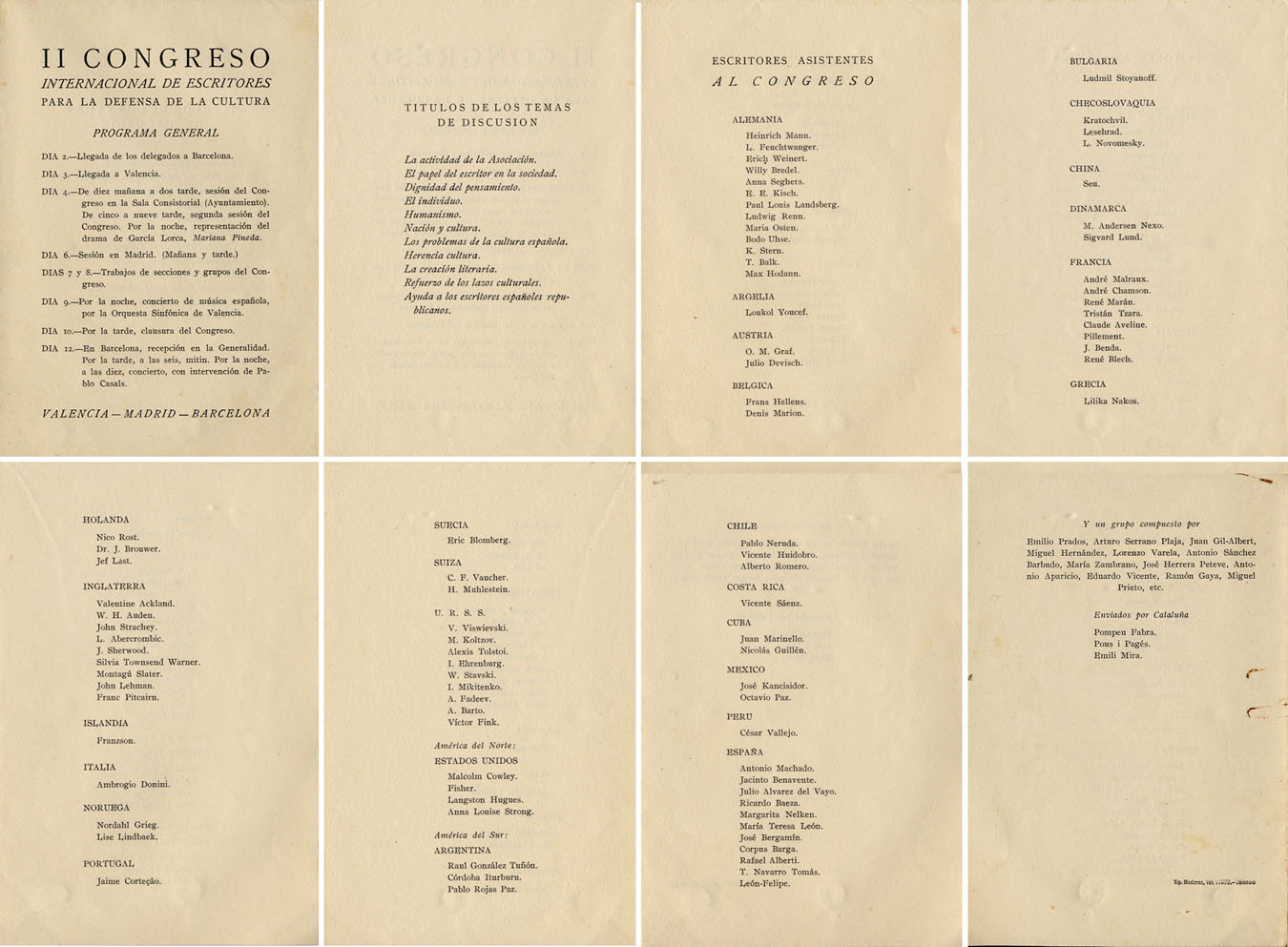
Programa del II Congreso Internacional de Escritores para la Defensa de la Cultura

Ocho meses después, en plena guerra civil española, regresan a España, el mismo día en que cae Bilbao y comienza la diáspora intelectual española; a la pregunta de por qué vuelven si la guerra está perdida, responderán: «Pues por esto, por esto mismo». Su marido se incorporó al ejército y ella colaboró en la defensa de la República desde el consejo de redacción de Hora de España. Participó en el II Congreso Internacional de Escritores para la Defensa de la Cultura (celebrado del 4 al 17 de julio de 1937 en Valencia), donde conoció a Octavio Paz, Elena Garro, Nicolás Guillén, Alejo Carpentier y Simone Weil (vestida de miliciana). Fue nombrada Consejera de Propaganda y Consejera Nacional de la Infancia Evacuada, y participó en la reapertura y gestión de la Casa de la Cultura de Valencia.
Al inicio de 1938 se trasladó con su familia a Barcelona, en cuya universidad llegaría a impartir un curso. Ese año, el 29 de octubre, murió su padre, al que Antonio Machado dedicaría una esquela de despedida en el número XXIII de la revista Hora de España (que entonces no llegó a publicarse), incluida luego en su Mairena póstumo. El 23 de diciembre, veinticinco divisiones del "ejército nacional" abordaron la ofensiva de Cataluña. El 25 de enero capitula Barcelona y decide exiliarse.

### El exilio

#### En el Caribe y México
El 28 de enero de 1939 María cruzó la frontera francesa en compañía de su madre, su hermana Araceli, el marido de esta y otros familiares. En Francia, María se reencuentra con su marido y tras una breve estancia en París, parten para México invitados por la Casa de España, recalando antes en Nueva York y La Habana, donde fue invitada como profesora de la Universidad y del Instituto de Altos Estudios e Investigaciones Científicas. De Cuba pasó a México, donde —tras una serie de maniobras a cargo de algunos antiguos colegas— fue nombrada profesora en la Universidad Michoacana de San Nicolás de Hidalgo de Morelia, (Michoacán), lo que supuso para María un pequeño exilio dentro del gran exilio y provocó que abandonase México, viviendo unos años entre Puerto Rico y Cuba. En México publicaría sus libros Filosofía y poesía y Pensamiento y poesía en la vida española, y entablaría relación con Alfonso Reyes y Daniel Cosío Villegas.
Entre 1940 y 1945 trabajó con intensidad en seminarios y ciclos de conferencias o dictando lecciones y cursos en diversas instituciones cubanas y puertorriqueñas, como el Departamento de Estudios Hispánicos de la Universidad de Puerto Rico, la Asociación de Mujeres Graduadas y el Ateneo, o la Asamblea de Profesores de Universidad en el exilio reunida en La Habana. Paralelamente continúa publicando artículos y algunos libros como La Confesión: Género Literario y Método, La agonía de Europa o El pensamiento vivo de Séneca. La II Guerra Mundial le impide reunirse con su madre enferma y su hermana Araceli, que sobreviven en el París ocupado por los nazis. Además, Araceli queda viuda y en el umbral de la locura, pues su marido Manuel Muñoz, miembro del gobierno de Azaña, había sido detenido por la Gestapo, torturado y extraditado a España, donde sería fusilado, 

#### América, La Habana, Roma, París
Liberada al fin la capital francesa, los lentos trámites de su visado harán que cuando María llegue a París su madre ya esté enterrada, y su hermana "enterrada en vida", situación que lleva a la pensadora española a tomar la decisión de no volver a separarse de Araceli. Así, en 1947, las hermanas Zambrano se instalaron en un apartamento de la Rue de L'Université, hogar eventual al que en marzo de aquel año se incorporó el marido de María. La convivencia resultó ser insostenible.
En 1948, ya solas y unidas hasta el final, María y Araceli Zambrano se trasladaron a La Habana, y de allí a México y de nuevo a La Habana. Pero la situación económica empieza a ser agobiante y deciden volver a Europa. Su condición de seres errabundos en continuo destierro empieza a ser casi obsesiva. En 1949 las hermanas Zambrano volvieron a Europa instalándose en Roma hasta junio de 1950, en que el gobierno italiano se niega a prolongar sus permisos de residencia. Marchan a París donde María se reencuentra con su marido, la relación será breve y finalmente Rodríguez Aldave y su hermano (con el que ha vivido los tres últimos años, desde 1947), partieron hacia México. Durante aquel periodo, María Zambrano trabó amistad con el intelectual francés Albert Camus, quien le brindó su apoyo para que Zambrano pudiera publicar una traducción de su obra El hombre y lo divino en la editorial Gallimard: este proyecto quedaría truncado por la muerte accidental de Camus en 1960.
Las hermanas Zambrano permanecieron en París hasta marzo de 1953, fecha en que de nuevo se trasladaron a La Habana. Pero la inicial euforia del reencuentro caribeño se disolverá en la marea de la situación política cubana, las añoranzas de Araceli, la relación amorosa de María con Pittaluga y sus propios fantasmas. En junio de 1953 un barco las devolvió a Roma.
Siguió el más largo periodo romano de las Zambrano (1953-59); en él vivió María una fecunda amistad con intelectuales italianos como las hermanas Elena y Silvia Croce, o Elemire Zolla y su compañera Vittoria Guerrini (alias "Cristina Campo"), y recuperó su relación con viejos amigos como Diego de Mesa (alumno suyo en el Instituto Escuela), Carmen Lobo, Nieves de Madariaga, Tomás Segovia, Jorge Guillén, o el mexicano Sergio Pitol. Su economía y salud, siempre débiles, se vieron confortadas por la generosidad de Timothy Osborne. Incansable, María sigue escribiendo. De su esfuerzo, entre un amplio conjunto de artículos, ensayos y libros, y un espectro que se abre entre la historia trágica, la pintura y la razón poética, saldrán piezas maestras como España, sueño y verdad o La España de Galdós.
En septiembre de 1957, María recibió la sentencia de un tribunal de México comunicándole su divorcio de Rodríguez Aldave, acusada de abandono del hogar y otros cargos que no se citan y declarada 'incompareciente' (sin haber recibido citación alguna). Ese mismo otoño conoció a la poeta y cantante venezolana Reyna Rivas que con su marido Amando Barrios se convirtieron en sus amigos, mediadores y protectores hasta el último momento. Su casa romana se hizo famosa por las tertulias, por sus cantes y bailes y por su desbordante población de gatos. El verano y otoño de 1958 se desarrollaron en buena parte en Florencia, donde estaba contacto con el pintor Ramón Gaya.
Tras una temporada de cinco meses en Trèlex-sur-Nyon (Suiza) en la casa alquilada por su primo Rafael Tomero, las hermanas Zambrano (y su corte de gatos que acompañaban a Araceli allá donde se moviera) volvieron a Roma, donde además se les unió en "Villa Riccio" su tía Asunción durante los primeros meses de 1960. En abril de 1962, Araceli viajó a México para intentar pactar con Rodríguez Aldave una pensión para María con resultado más que negativo. Otro revés fue la orden de expulsión de la ciudad de Roma, firmada por un senador de pasado fascista en septiembre de 1963. El motivo: los gatos. Por mediación de Elena Croce llegaron a intervenir los ministros de Justicia y el del Interior, aplazando el proceso. El 14 de septiembre de 1964, tras una nueva denuncia y su posterior inspección "sanitario-cívica", las Zambrano y trece gatos abandonan Roma camino de Francia con un aviso a la policía gala de que se trata de "personas peligrosas".

#### «La Pièce»
Al contemplar por primera vez la vieja casa de «La Pièce», en el Jura francés, María dijo: "Parece un convento abandonado, pero tiene gracia"... Vivió en ella hasta 1977. La soledad de la casita del bosque se vería de tanto en tanto animada por las visitas de los amigos españoles e italianos y de los primos. En ella concluyó, amplió o fraguó la pensadora española obras como: La tumba de Antígona, El hombre y lo divino o Claros del bosque. Es en ese periodo cuando su obra comenzó a valorarse en España tras la publicación en la Revista de Occidente, en febrero de 1966, del artículo de José Luis López Aranguren Los sueños de María Zambrano, al que siguieron los trabajos de José Ángel Valente en Ínsula y de José Luis Abellán. También se publican fragmentos de su obra en Papeles de Son Armadans y Caña Gris.
Un proyecto de trasladarse a Nápoles al inicio de la década de 1970 no prosperó por retrasos administrativos y debido a la desmejorada salud de Araceli que, finalmente, murió el 20 de febrero de 1972. La muerte de su hermana le hizo abandonar su casa del bosque, a la que no volvería hasta dos años después. Estancias en Roma, viajes turísticos por Grecia, todo con la compañía y la generosidad de su mecenas Timothy Osborne y su segunda esposa. En 1974 volvió a «La Pièce», donde la asisten y acompañan su primo Mariano y Rafael Tomero, sus tres perros y algún gato superviviente.
De 1975 es el poema que Lezama Lima le dedicó en Fragmentos a su imán, dos años antes de la muerte del cubano, al que María bautizó con el título de hombre verdadero: 

María se nos ha hecho tan trasparente / que la vemos al mismo tiempo / en Suiza, en Roma o en La Habana...

Pero el deterioro de su salud física era progresivo; en 1978 se trasladó a Ferney-Voltaire, donde permaneció dos años; en 1981 se mudó a Ginebra y la colonia asturiana en esa ciudad suiza la nombró Hija Adoptiva del Principado de Asturias, el primero de una larga y tardía lista de reconocimientos. 

### Últimos años y reconocimientos

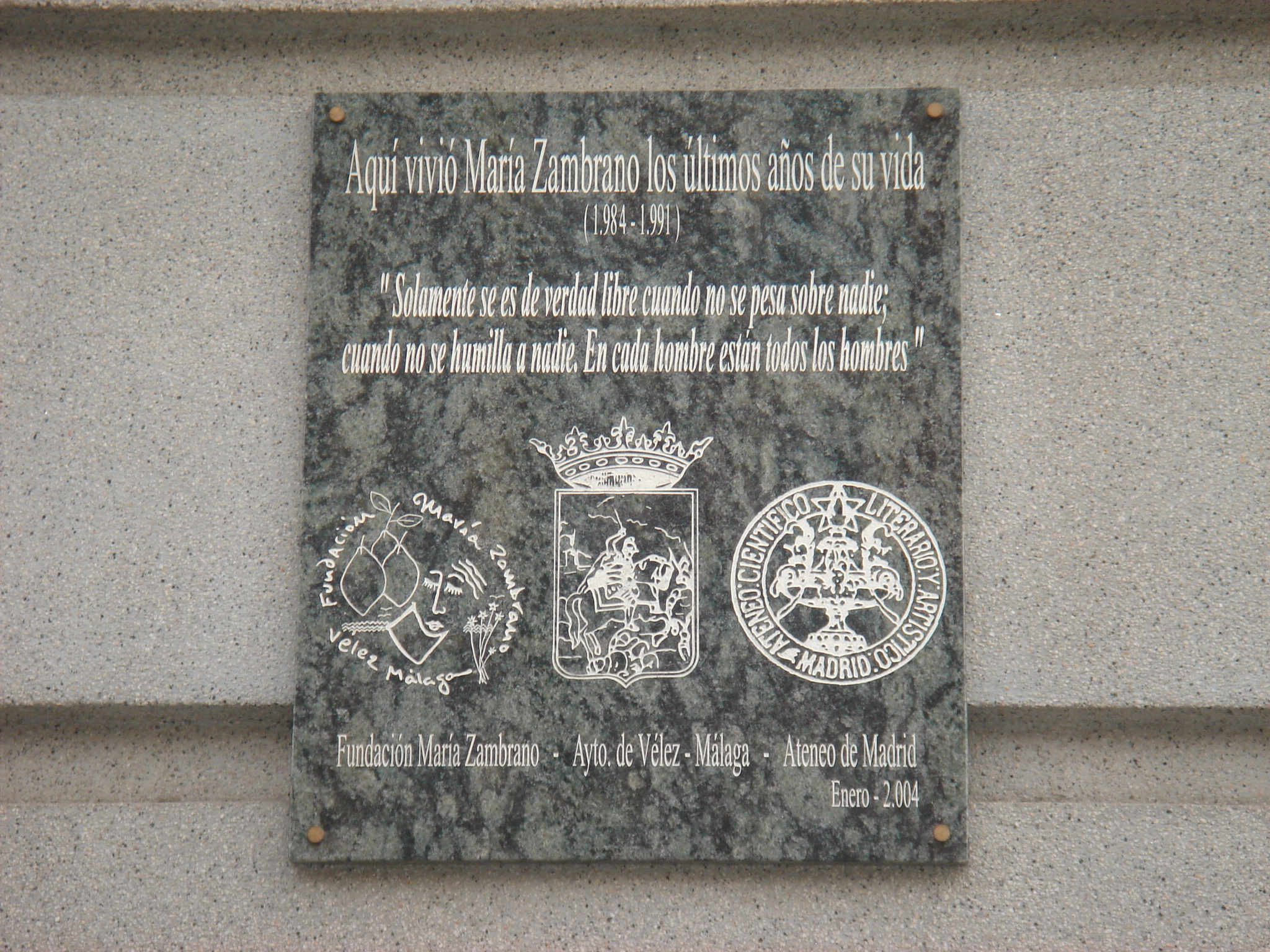
Placa puesta en enero de 2004 en la última casa que María Zambrano habitó en Madrid, entre 1984 y 1991. En ella puede leerse una cita de la pensadora española: «Solamente se es de verdad libre cuando no se pesa sobre nadie; cuando no se humilla a nadie. En cada hombre están todos los hombres».

En 1981 fue recompensada con el Premio Príncipe de Asturias de Comunicación y Humanidades, en su primera edición. A su vez, el ayuntamiento de Vélez-Málaga, su ciudad natal, la nombró Hija Predilecta. Al año siguiente, el 19 de diciembre, la Junta de Gobierno de la Universidad de Málaga acordó su nombramiento como Doctora honoris causa.
Tras una recaída en su salud y que los médicos la declarasen desahuciada, la ya anciana pero aún lúcida pensadora se recuperó y el 20 de noviembre de 1984, María Zambrano regresó por fin a España tras casi cuatro décadas de exilio. Se instaló en Madrid, ciudad de la que saldría ya en pocas ocasiones. 
En esta última etapa la actividad intelectual fue, sin embargo, incansable, con la intención de participar activamente en el ámbito cultural y académico de su nación. Se dedicó a la escritura y la reflexión profunda sobre temas centrales de su carrera. Sus obras abordaron cuestiones como la memoria, el tiempo y la trascendencia, explorando la relación entre el individuo y el cosmos. Entre las más destacadas,  Claros del bosque (1977), una obra monumental que refleja su pensamiento maduro y su mirada única sobre la existencia humana.
En España tuvo entre otros reconocimientos: Hija Predilecta de Andalucía en 1985, y en 1987, se constituye en Vélez-Málaga la fundación que lleva su nombre, para la difusión y conservación de su pensamiento y obra.   Finalmente, en 1988 se le concedió el Premio Cervantes. 
Murió en Madrid el 6 de febrero de 1991, y fue enterrada entre un naranjo y un limonero en el cementerio de Vélez-Málaga, donde luego se trasladaron también los restos mortales de sus "dos Aracelis", su madre y su hermana. En la lápida puede leerse a modo de epitafio, el verso del Cantar de los Cantares, «Surge amica mea et veni».
Desde 1990, La Fundación María Zambrano organiza Congresos Internacionales sobre su vida y obra, con posteriores ediciones en 1994, 1998, 2004, 2008, 2019  y 2024. En este, coincidiendo con el 120º aniversario del nacimiento, investigadores localizaron nuevos textos y aportaron más datos biográficos sobre ella. 
Entre los reconocimientos a título póstumo, fue Hija Predilecta de la Provincia de Málaga en 2002. El 27 de noviembre de 2006 el Ministerio de Fomento bautizó con su nombre la estación central de ferrocarril de Málaga. En 2008 se botó el buque remolcador de salvamento marítimo, María Zambrano (BS-22). También lleva su nombre la biblioteca central de Filología y Derecho de la Universidad Complutense de Madrid, su alma mater.
El 28 de abril de 2017, el Pleno del Ayuntamiento de Segovia aprobó por unanimidad la concesión del título de Hija Adoptiva y Predilecta de Segovia. El campus universitario de la ciudad lleva también su nombre.

## Filosofía
Para María Zambrano la filosofía empieza con lo divino, con la explicación de las cosas cotidianas, con los dioses. Hasta que alguien se pregunta ¿Qué son las cosas? entonces se crea la actitud filosófica. Cree que existen dos actitudes: la actitud filosófica, que se crea en el hombre cuando se pregunta algo, por la ignorancia, y la actitud poética, que es la respuesta, la calma y en la que una vez descifrada encontramos el sentido a todo. Una actitud filosófica comunicada con un lenguaje muy peculiar y una exposición creativa de su forma de pensar, que determinan su estilo literario, y que, en definitiva, constituirían la base de lo que ella misma llamará su "método".

### La cuestión y su método
La establece bajo dos grandes cuestiones: la creación de la persona y la razón poética. La primera de ellas presentaría, digamos, el estado de la cuestión: el ser del ser humano como problema fundamental para el ser humano. Y se constituye como problema para el ser humano lo que el ser humano sea, porque se presenta su ser en principio como anhelo, nostalgia, esperanza, y tragedia. Si la satisfacción fuera su lote, ciertamente no se propondría su propio ser como problema.
El tema de la razón-poética, por otra parte, sin haberse expuesto especial y sistemáticamente en ninguna de sus obras, subyace no obstante en todas ellas hasta el punto de constituir uno de los núcleos fundamentales de su pensamiento. La razón-poética se construye como el método adecuado para la consecución del fin propuesto: la creación de la persona. Ambos temas abordados con amplitud, aglutinan como adyacentes todas las demás cuestiones tratadas. Así, la creación de la persona se relaciona estrechamente con el tema de lo divino, con el de la historia y con los sueños, y la razón-poética con la relación entre filosofía y poesía o con la insuficiencia del racionalismo.

### La política
Toda la obra de María Zambrano está vertebrada por un espíritu político que se manifiesta de manera muy diversa a lo largo de su pensamiento. Su actuación política es más directa durante los años que precedieron al establecimiento de la Segunda República y, por supuesto, durante la Guerra Civil. Sin embargo, bien es cierto que Zambrano se negó a participar en la política de partidos, por lo que rechazó el puesto de diputada para las Cortes de la República que le ofreció Jiménez de Asua, optando en cambio por su vocación filosófica. Sin embargo, no se puede decir que Zambrano abandonó la política por la filosofía, sino más bien que eligió hacer política desde la raíz misma del pensamiento, puesto que, según explica en su primer libro, Horizonte del liberalismo (1930), “se hace política siempre que se piensa en dirigir la vida” y esto es precisamente lo que ella aspiraba a lograr a través del ejercicio de su razón poética y su crítica a todo movimiento de índole fascista o autoritaria, así como también con su profunda crítica de la razón discursiva y del racionalismo.

### La fenomenología de lo divino
En su prólogo a la edición de 1973 de El hombre y lo divino, Zambrano comentaba que «el hombre y lo divino» podría muy bien ser el título que le conviniese mejor a la totalidad de su producción. Y en efecto, la relación del hombre con «lo divino», con la raíz oscura de lo «sagrado» fuera y dentro de sí, de ese «ser» que ha de darse a luz, a la visión, es una constante en toda su obra. Fenomenología de lo divino, fenomenología de la persona o fenomenología del sueño, siempre se trata de una indagación que apunta a la desvelación de «lo que aparece», el phainómenon que en su aparecer constituye lo que el ser humano es. Búsqueda esencial, por tanto, búsqueda de la esencia sagrada, inasible, de lo humano que sin embargo se muestra de múltiples maneras, bajo aspectos que hemos denominado «los dioses», «el tiempo» o «la historia», por ejemplo.
Desde el albor de la historia, cuando el hombre se veía inmerso en un universo sagrado, hasta el momento de la conciencia en que la historia es asumida con responsabilidad por el individuo en trance de convertirse en persona, ha tenido lugar un largo proceso durante el cual ese individuo ha ido ordenando la realidad, nombrándola, al par que asumía el reto de la pregunta en los momentos trágicos, los momentos en que los dioses ya no eran la respuesta adecuada. Este largo proceso es descrito por Zambrano como el paso de una actitud poética a la actitud filosófica. La poesía, piensa Zambrano, es respuesta, la filosofía, en cambio, es pregunta. La pregunta proviene del caos, del vacío, de la desesperanza incluso, cuando la respuesta anterior, si la había, ya no satisface. La respuesta viene a ordenar el caos, hace al mundo transitable, amable incluso, más seguro.
Tratar con la realidad poéticamente, piensa Zambrano, es hacerlo en forma de delirio, y «en el principio era el delirio», y esto quiere decir que el hombre se sentía mirado sin ver. La realidad se presenta completamente oculta en sí misma, y el hombre que tiene la capacidad de mirar a su alrededor —aunque no a sí mismo—, supone que, como él, aquello que le rodea también sabe mirar, y le mira a él. La realidad está entonces «llena de dioses», es sagrada, y puede poseerle. Detrás de lo numinoso hay algo o alguien que puede poseerle. El temor y la esperanza son los dos estados propios del delirio, consecuencia de la persecución y de la gracia de ese «algo» o «alguien» que mira sin ser visto.
Los dioses míticos se presentan como respuesta inicial; la aparición de estos dioses es una primera configuración ordenada de la realidad. Nombrar a los dioses significa salir del estado trágico donde estaba sumido el indigente porque al nombrarles se les puede invocar, ganar su gracia y apaciguar el miedo.
Los dioses, pues, son revelados por la poesía, pero la poesía es insuficiente y llega un momento en que la multiplicidad de los dioses despierta en los griegos el anhelo de unidad. El «ser» como identidad aparecía en Grecia como la primera pregunta que, no siendo aún del todo filosofía, arrancaba al hombre de su estado inicial porque señalaba la aparición de la conciencia. La primera pregunta es la pregunta ontológica: «¿Qué son las cosas?». Nacida, según Ortega, del vacío de ser de los dioses griegos, esta pregunta daría nacimiento a la filosofía como saber trágico. Toda pregunta esencial es, para Zambrano, un acto trágico porque proviene siempre de un estado de indigencia. Se pregunta por qué no se sabe, por qué algo se ignora, por qué algo falta; la ignorancia es la falta de algo: de conocimiento o de ser. Estos actos trágicos se repiten cíclicamente, porque también es cíclica la destrucción de los universos míticos. Los dioses aparecen por una acción «sagrada», pero también hay un proceso sagrado de destrucción de lo divino. La muerte de los dioses restaura el universo sagrado del principio, y también el miedo. Cada vez que un dios muere sucede, para el hombre, un momento de trágico vacío.
Durante el tiempo que media entre el advenimiento de los primeros dioses y el asentamiento del dios cristiano, había sucedido, al par que una interiorización de lo divino, el descubrimiento de la individualidad. El nacimiento de la filosofía había dado lugar al descubrimiento de la conciencia, y con ella, a la soledad del individuo. Lo divino había tomado el aspecto de la extrema extrapolación de los principios racionales. Por ello, el dios al que mató Nietzsche era el dios de la filosofía, aquel creado por la razón. Nietzsche decidió, según Zambrano, volver al origen, hurgar en la naturaleza humana en busca de las condiciones de lo divino. Con Nietzsche se fraguó la libertad trágica según Zambrano, exultante según el propio Nietzsche y con ella la recuperación, en lo divino, de todo aquello que, definido por la filosofía, había quedado oculto. De esta manera, Nietzsche destruyó los límites que el hombre había establecido para el hombre; recuperó todas sus dimensiones, y por supuesto «los ínferos», los infiernos del alma: sus pasiones. Y en los infiernos: la oscuridad, la nada, lo opuesto al ser y la angustia. La nada ascendió entonces desde los infiernos del cuerpo y penetró por vez primera en la conciencia ocupando allí los lugares del ser.
No obstante la nada, amenazante para el ser cuando este pretende consagrarse, es también posibilidad, pues cuando una ausencia se hace notar y esto nos recuerda a Sartre se padece: la nada padecida como ausencia es nada de algo, por lo que también es posibilidad de algo. La nada de ser apunta al ser como a su contrario. Pero ¿a qué tipo de «ser»? El de los griegos se había transformado de ontológico en teístico-racional, y este se había anegado en los abismos existenciales. No era pues recuperable aquel concepto. Pero sí lo era el «origen». Y al «ser» como «origen», a esa nada del comienzo, a ese lugar sin espacio y sin tiempo donde «nada se diferenciaba», a lo sagrado puro, es a lo que Zambrano pretendió volver o llegar. Eso sagrado, no es sino la pura posibilidad de ser. A partir de esa «nada» el hombre habría de tomar sobre sí la responsabilidad de crear su ser, un ser no ya conceptual sino histórico; crearse a sí mismo a partir de la nada, bajo su propia responsabilidad apenas nacida, con la libertad que el surgimiento y la aceptación de la conciencia le proporciona. A partir de aquí puede iniciarse el largo proceso de la creación de la persona.

### Racionalismo e historia
El racionalismo es expresión de la voluntad de ser. No pretende descubrir la estructura de la realidad sino que asienta el poder desde una presuposición: la realidad ha de ser transparente a la razón, ha de ser una e inteligible. El racionalismo, como todo absolutismo, de alguna manera mata a la historia, la detiene, porque realiza la abstracción del tiempo. Situado entre verdades definitivas, el hombre deja de sentir el paso del tiempo y su constante destrucción, deja de sentir el tiempo como oposición, como resistencia, deja de saberse en lucha perpetua contra el tiempo, contra la nada que adviene a su paso. Si toda historia es construcción, arquitectura, el sueño de la razón, del absolutismo y de las religiones monoteístas es construir por encima del tiempo. La conciencia, en esa atemporalidad artificial de lo eterno verdadero, no puede despertar, ya que la conciencia surge al par que la voluntad personal y esta se crece con la resistencia.
El problema que preocupa a Zambrano es «humanizar la historia y aun la vida personal; lograr que la razón se convierta en instrumento adecuado para el conocimiento de la realidad, ante todo de esa realidad inmediata que para el hombre es él mismo». Humanizar la historia: asumir la propia libertad, y ello mediante el despertar de la conciencia personal, la cual tendrá que asumir el tiempo, y más aún: los distintos tiempos de la persona.

### La creación de la persona
Los mismos parámetros con los que define Zambrano la historia social, es aplicado por ella a la historia personal, y no ha de extrañar, puesto que la historia, la de todos, la hacen individuos que proyectan a nivel social sus temores, sus angustias, sus ansias, sus abusos, su ignorancia, sus anhelos. Las deformaciones sociales son la institucionalización de las deformaciones personales, y las constituciones, el precio que paga cada cual por atenuar consensualmente su propia angustia vital. Así pues, el endiosamiento de unos, la enajenación de otros (idolatría y sacrificio), la instrumentalización de la razón y la estructura temporal son pautas correctamente aplicables a la Historia de todos, la que se construye en comunidad y a esa otra historia que es el argumento de cada ser humano, padecida en la Historia y bajo ella.
El hombre como ser que padece su trascendencia
El hombre no es solamente un ser histórico, aquel cuyo tiempo sea el sucesivo, tiempo de la conciencia aplicado a la realidad como sucesión de acontecimientos. El hombre es ante todo aquel ser destinado a trascender, a trascenderse a sí mismo padeciendo esta trascendencia, un ser, el hombre, en perpetuo tránsito que no es solamente un pasar sino un pasar más allá de sí: de aquellos personajes que el sujeto va ensoñando con respecto a sí mismo. Que el hombre sea un ser trascendente significa que no ha acabado de hacerse, que ha de irse creando a medida que va viviendo. Y si el nacer es salir de un sueño inicial, el vivir será ir saliendo de otros sueños, sucesivos estos, mediante sucesivos despertares.
La fenomenología del tiempo
La estructura de la persona se elabora, como la historia, sobre otra estructura: la temporal. Pero aunque la historia se conforme de acuerdo con múltiples tiempos, estos se incluyen siempre dentro del tiempo propiamente histórico: el sucesivo; la multiplicidad temporal significa tan solo la multiplicidad de ritmos, el «tempo» de las conexiones entre el suceso, su memoria y su proyección. Los tiempos del sujeto suponen algo más. Esquemáticamente, pueden distinguirse:
- Tiempo sucesivo o tiempo de la conciencia y de la libertad, medible en sus tres dimensiones (pasado-presente-futuro);

- Tiempo de la psique o atemporalidad inicial, tiempo de los sueños, donde el pensamiento no tiene cabida, ni tampoco la libertad. En esta atemporalidad el sujeto no decide, no mueve sino que es movido por las circunstancias;

- Tiempo de creación o estados de lucidez, otro tipo de atemporalidad, pero a diferencia de la anterior, creadora. El sujeto no se encuentra bajo el tiempo, como en la atemporalidad de la psique, sino sobre el tiempo. Esta atemporalidad puede dar origen por un lado a los descubrimientos del arte o del pensamiento, y por otro, al descubrimiento personal o lo que Zambrano entiende por «creación de la persona». Estos instantes de lucidez en que el tiempo de la conciencia se suspende son aquellos en los que se producen los «despertares».

La forma sueño
La fenomenología de la forma sueño secunda el estudio de los tiempos partiendo de la consideración de que en la vida humana se dan diversos grados de conciencia, y sobre todo, diversas maneras de estar la conciencia adormecida o subyugada. Vio María Zambrano la necesidad de proceder a un examen de los sueños, no tanto en su contenido (de esto ya se había encargado el psicoanálisis) como en su forma, es decir, en el modo que tienen estos estados de presentarse. Distinguió así entre dos formas de sueño:
- Sueños de la psique, que corresponden a la atemporalidad de la psique, y entre ellos principalmente los sueños de orexis o de deseo y los sueños de obstáculo.

- Sueños de la persona, también llamados sueños de despertar o sueños de finalidad, que son los que procuran a la persona la visión necesaria para su cumplimiento. Cuando surgen durante la vigilia, son denominados sueños reales, y han de ser descifrados a modo de enigma.

La cuestión ética: la acción esencial
Los sueños de la persona exigen, por parte de ella, una acción, y la única acción posible, bajo el sueño, es despertar. La acción es distinta por completo de la actividad por cuanto que se trata de un hacer libre que le corresponde a la persona mientras que la actividad es el movimiento del personaje, ese continuo activarse que también es propio de la mente cuando actúa sin control. Se trata de la misma distinción que Zambrano hace entre transitar y trascender: el movimiento del personaje es un tránsito; el de la persona es trascendencia, un ir más allá de sí creándose a sí misma. La acción de la persona es siempre acción esencial: está encaminada al cumplimiento de su finalidad-destino, lo cual equivale a decir que, en su acción, la persona se cumple como tal.
La acción proviene siempre de un sujeto, pero de un sujeto que es, ante todo, voluntad, pues hay otra parte del sujeto, el yo, al que se le atribuye propiamente la conciencia. Esta diferencia es importante a la hora de entender que la conciencia a menudo se opone a cualquier tipo de despertar. El yo, sabiéndose vulnerable, actúa a modo de soberano implacable, defendiendo su reino el de la razón, el de las leyes y los hábitos erigiendo murallas que le aíslen del espacio exterior extraconsciente. Al soberano Yo le aterra la idea de ver tambalearse lo bien establecido; teme más que nada saber que su reino, establecido en un espacio y un tiempo conocido y al que posee, es como un barco que navega sobre el mar de la atemporalidad. Pero Zambrano advierte: «si una tal vigilia se cumpliera a la perfección, el sujeto soberano pasaría su vida en estado de sueño». Afortunadamente no es así; el soberano es vulnerable, y en las murallas pueden abrirse brechas que dejen pasar algo de la atemporalidad exterior, algo aún por interpretar, algo con lo que volver a construir la realidad, otra realidad, algo, sobre todo, que modificará a la persona puesto que cualquier acción comprensiva va cumpliendo en ella su destino, que no es otro que, como pensaba Heidegger, «ser comprensivamente».

### Razón poética
María Zambrano propone la razón poética, distinta de la razón vital e histórica de Ortega y de la razón pura de Kant. La razón de Zambrano es una razón que trata de penetrar en los ínferos del alma para descubrir lo sagrado, que se revela poéticamente. La razón poética nace como un nuevo método idóneo para la consecución del fin propuesto: la creación de la persona individual.
Para Zambrano, el hombre, el yo, está dotado de una sustancia en su interior, el ser, ese ser es sus sentimientos, sus ideas más profundas; lo más sagrado del yo y de una conciencia. A través de estas sustancias debe buscar su unidad como persona. El ser es innato, proviene desde el primer día que existimos, aún sin ser consciente; la conciencia se va creando poco a poco en cuanto nos surgen dudas.
El ser está codificado por la palabra poética, esa palabra debe de ser descodificada por la conciencia, y esta a su vez la logra descodificar por el pensamiento poético. Esa palabra poética descodificada llega a la conciencia del hombre y la convierte en palabra verbal, que es la palabra con la que es capaz el hombre de comunicar. Al ser capaz de comunicar su ser, el hombre ya se ha creado como unidad, pues es capaz de unir su Conciencia, con su Ser.
Si ponemos de ejemplo a un niño pequeño, el niño quiere, ama, siente dolor, pero no es consciente de ello (porque tiene el ser, pero aún no ha desarrollado la conciencia) hasta que poco a poco, se va dando cuenta de qué es cada cosa y logra descifrarla (cuando se le desarrolla la conciencia y consigue descodificar su ser).

#### El método. La razón-poética
Un método es un camino, una vía por la que se empieza a caminar. Lo curioso aquí es que el descubrimiento de este camino no es distinto de la propia acción que ha de llevar al cumplimiento de quien la realiza. Lo propio del hombre es abrir camino, dice Zambrano, porque al hacerlo pone en ejercicio su ser; el propio hombre es camino.
La acción ética por excelencia es abrir camino, y esto significa proporcionar un modo de visibilidad, pues lo propiamente humano no es tanto ver como dar a ver, establecer el marco a través del cual la visión —una cierta visión— sea posible. Acción ética, pues, al par que conocimiento, ya que al trazar el marco se abre un horizonte, y el horizonte, cuando se despeja, procura un espacio para la visibilidad.
Puede decirse que el pensamiento de María Zambrano es una filosofía «oriental» en el sentido en que utilizaban el término los místicos persas: como un tipo de conocimiento que se origina al oriente de la Inteligencia, allí donde el sol o la luz se levanta. Una filosofía por tanto que trata de la visión interior, una filosofía de la luz de aurora. Y la luz inteligible es, claramente en Zambrano, el albor de la conciencia, que no siempre ha de ser la de la razón, o no solo, o no del todo, pues la razón habrá de ser asistida por el corazón para que esté presente la persona toda entera. La visión depende, efectivamente de la presencia, y quien ha de estar presente es el sujeto, conciencia y voluntad unidos.
La razón-poética, el método, se inicia como conocimiento auroral: visión poética, atención dispuesta a la recepción, a la visión develadora. La atención, la vigilante atención ya no rechaza lo que viene del espacio exterior, sino que permanece abierta, simplemente dispuesta. En estado naciente, la razón-poética es aurora, develación de las formas antes de la palabra. Después, la razón actuará revelando; la palabra se aplicará en el trazo de los símbolos y más allá, donde el símbolo pierde su consistencia mundana manteniendo tan solo su carácter de vínculo. Entonces es cuando la razón-poética se dará plenamente, como acción metafórica, esencialmente creadora de realidades y ante todo de la realidad primera: la de la propia persona que actúa trascendiéndose, perdiéndose a sí misma y ganando el ser en la devolución de sus personajes.
Razón, pues, pero razón sintética que no se inmoviliza en análisis y deducciones arborescentes; razón que adquiere su peso, su medida y su justificación (su justicia: su equilibrio) en su actividad, siguiendo el ritmo del latir, la propia pulsión interior. Este tipo de razón, a la que Zambrano no ha dudado en llamar «método» no aspira a establecer ningún sistema cerrado. Aspira — aspiración que proviene del alma o aliento de vida— a abrir un lugar que se ensanche como un claro en medio del bosque, ese bosque en que consiste el espíritu-cuerpo de aquel que se cumple en/con el método.
La razón-poética, esencialmente metafórica, se acerca sin apenas forzar el paso, al lugar donde la visión no está in-formada aún por conceptos o por juicios. Rítmicamente, la acción metafórica traza una red comprensiva que será el ámbito donde la razón construya poéticamente. La realidad habrá de presentarse entonces reticularmente, pues este es el único orden posible para una razón que pretende la máxima amplitud y la mínima violencia.

### Verdad, realidad y lenguaje
La idea de conocimiento poético o de razón poética lleva consigo una determinada manera de concebir la verdad, la realidad y el lenguaje. Son diversas las perspectivas que se han planteado acerca de estos conceptos.
La realidad que se presenta al conocer poético es aquel fondo en el que reside lo enigmático, lo misterioso, lo sagrado. «La realidad», como ha escrito María Zambrano, «se presenta al hombre que no ha dudado [...] es algo anterior a las cosas, es una irradiación de la vida que emana de un fondo de misterio; es la realidad oculta, escondida; correspondiente en suma a lo que hoy llamamos sagrado» (El hombre y lo divino).
La palabra realidad, en el contexto del conocimiento poético, apunta a todo aquello que el ser humano experimenta poéticamente como fundamental (la vida, el ser), y de ahí que Zambrano acuda a metáforas como la raíz, el corazón, etc.
El pensamiento de María Zambrano es verdaderamente pensamiento filosófico, metafísico, pero en la medida en que se sitúa en la frontera de lo que es accesible a la razón discursiva, es un pensamiento que se acerca a la mística.
Ahora bien, la realidad solamente es accesible en la actitud no violenta, si no «piadosa» y receptiva del que sabe esperar, escuchar y acoger. De ahí que la verdad se entienda como un don que se recibe «pasivamente», y fundamentalmente como revelación.
Esta verdad no se revela ni manifiesta en cualquier forma de lenguaje, sino en la palabra poética. Esta no es la palabra que sirve como instrumento de dominio, que nombra y define las cosas para dominarlas y apoderarse de ellas. Tampoco se considera instrumento de comunicación.
En la palabra auténtica, más que comunicación, hay «comunión» entre quienes la escuchan y entienden. En Claros del bosque (su obra más importante, quizá, la más sugestiva de todas), esta filósofa señala que «la palabra no destinada al consumo es la que nos constituye: la palabra que no hablamos, la que habla en nosotros y nosotros, a veces, trasladamos en decir».
Todas estas reflexiones de María Zambrano apuntan a instaurar un «pensamiento poético», un pensamiento capaz de superar el abismo entre filosofía y poesía (esta es la gran preocupación de Zambrano). Justamente este intento hace que en su discurso parezcan confundirse dos niveles distintos:
1. El nivel de la reflexión filosófica acerca de la insuficiencia del racionalismo: es un discurso filosófico.
2. El nivel de «trasladar al decir»: es filosófico y de carácter místico-poético. Esta dualidad de planos es, quizá, lo que hace más interesante la lectura de su obra Claros del bosque.

## Obra
- Horizonte del liberalismo (1930)
- Hacia un saber del alma (1934)

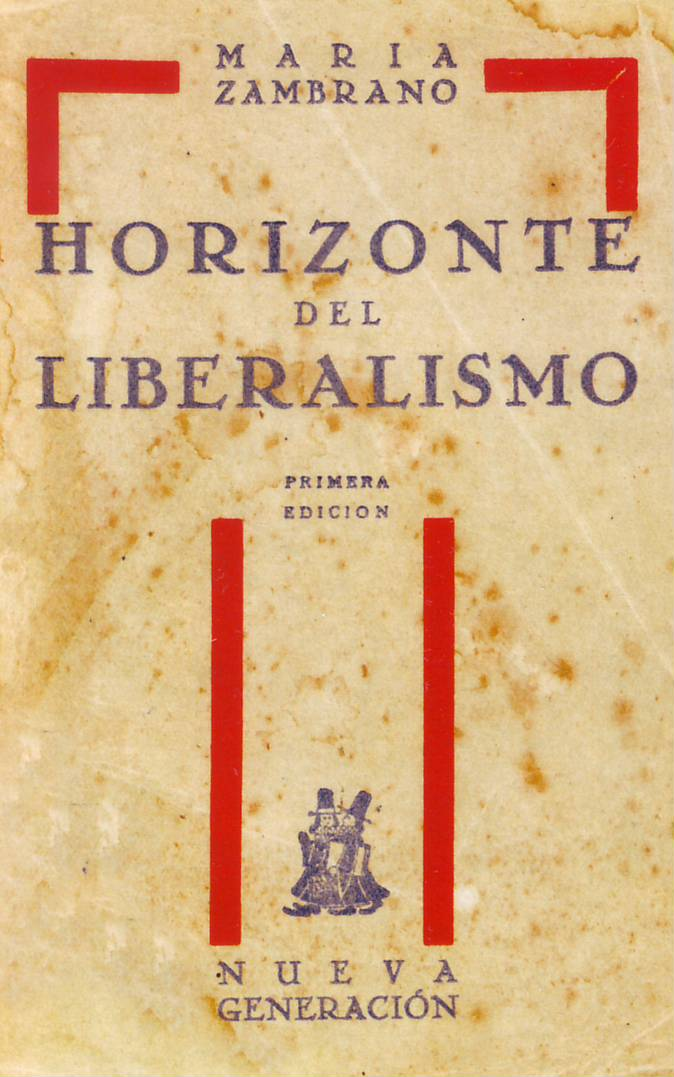
Cubierta de Horizonte del Liberalismo, de María Zambrano. Portada original de la primera edición de 1930.

- Los intelectuales en el drama de España (1937)
- Filosofía y poesía (1939)
- Pensamiento y poesía en la vida española (1939)
- Isla de Puerto Rico. Nostalgia y esperanza de un mundo mejor. (1940)
- La confesión, género literario y método (1943)
- El pensamiento vivo de Séneca (1944)
- La agonía de Europa (1945)
- Hacia un saber sobre el alma (1950)
- Delirio y destino (escrito en 1953; publicado en 1989)
- La España de Galdós (1960)
- Los sueños y el tiempo (1960)
- Cartas sobre el exilio (1961)
- El hombre y lo divino (1.ª edición: 1955. 2.ª, aumentada: 1973)
- Persona y Democracia: Una historia sacrificial (1958, reeditado en 1988)
- España, pensamiento, poesía y una ciudad (1964)
- España, sueño y verdad (1965)
- Los sueños y el tiempo (reeditada en 1998)
- El sueño creador (1965)
- Claros del bosque (1977)
- La tumba de Antígona, (1967) (Mondadori España, 1989)
- Andalucía, sueño y realidad (1984)
- De la aurora (1986)
- El reposo de la luz (1986)
- Senderos. Los intelectuales en el drama de España y La tumba de Antígona (1986)
- Los bienaventurados (1979)
- Para una historia de la piedad (1989)
- Delirio y destino (1989)
- Para una historia de la piedad (1989)
- Los bienaventurados (1990)
- El parpadeo de la luz (1991)
- Los sueños y el tiempo (1992)
- Unamuno (escrito en 1940; publicado en el 2003)
- Cartas de la Pièce. Correspondencia con Agustín Andreu (escrito en los 70; publicado en 2002)

### Obras completas
A finales de 2011, se inició la publicación de sus obras completas a cargo de Galaxia Gutenberg/Círculo de lectores, recopilándose sus libros publicados, los artículos no publicados en libros y los múltiples inéditos conservados en el Archivo de la Fundación María Zambrano en Vélez-Málaga. En total serán ocho los volúmenes que la integren.
- Zambrano, María (2011-). Obras completas. Ocho volúmenes. Edición Jesús Moreno. Galaxia Gutenberg/Círculo de lectores.[34]
  1. Volumen I: Libros (1930-1939). 2015. ISBN 978-84-16252-41-1.
  2. Volumen II: Libros (1940-1950). 2016. ISBN 978-84-16495-49-8.
  3. Volumen III: Libros (1955-1973). 2011. ISBN 978-84-8109-953-9.
  4. Volumen IV: Libros (1977-1990).
    1. Tomo 1. 2018. ISBN 978-84-15472-88-9.
    2. Tomo 2. 2019. ISBN 978-84-17355-26-5.

  5. Volumen V: Artículos e inéditos (1928-1990). (En preparación)
  6. Volumen VI: Escritos autobiográficos (1928-1990). 2014. ISBN 978-84-15863-84-7.
  7. Volumen VII: Artículos e inéditos (1951-1973). (En preparación)
  8. Volumen VIII: Artículos e inéditos (1974-1990). (En preparación)

### Encasillamientos
La obra de María Zambrano, ignorada durante gran parte de su vida, ha sido reconocida de modo progresivo y adscrita a diferentes grupos, tendencias y generaciones. La propia autora desmiente en su obra y en su correspondencia esa política cultural de bandos, consignas y encasillamientos.
No obstante, quede aquí referencia de los intentos por encuadrar la obra y persona de Zambrano en la Generación del 98, la del 27 y la del 36, esta última en la que, como indica Ricardo Gullón, por su edad y la amistad que tuvo con Miguel Hernández y Luis Cernuda le correspondería teóricamente ser reunida.

## Estilo y temática
Las obras literarias de María Zambrano tienen en común un estilo filosófico-literario en el que la autora aborda temas universales a través de la reflexión y el ensayo. En su obra, utiliza una prosa lírica y poética para analizar temas como la libertad, la justicia, la identidad y la existencia humana. Además, muchas de sus obras tienen una fuerte carga política y social, y en ellas reflexiona sobre el papel de la mujer en la sociedad, el exilio y la defensa de la democracia. En su obra Eloísa o la existencia de la mujer, aborda la figura de la mujer desde una perspectiva existencial, cuestionando la idea de la mujer como un ser subordinado al hombre y abogando por su libertad y autodeterminación. 
1. La obra Carta sobre el exilio fue escrita por María Zambrano en 1961 durante su exilio en Roma, Italia. En ella, la autora reflexiona sobre su experiencia en el exilio y la situación política y social de España durante la dictadura de Franco.  La obra se presenta en forma de carta, dirigida a un amigo imaginario, en la que Zambrano expresa sus pensamientos y sentimientos acerca de la nostalgia, la soledad y la incertidumbre que siente como exiliada. Además, la autora utiliza la carta para analizar la naturaleza del exilio, la importancia de la libertad y la democracia, y la necesidad de luchar por la justicia y la igualdad en España.  Carta sobre el exilio es considerada una de las obras más importantes de María Zambrano, y un testimonio conmovedor del dolor y la angustia que sufrieron los españoles que tuvieron que exiliarse durante la dictadura franquista. La obra es una muestra del compromiso político y social de la autora, así como de su habilidad literaria para abordar temas complejos y universales a través de la prosa poética y reflexiva.  En Carta sobre el exilio, también aborda la cuestión de género en relación con el exilio, señalando cómo las mujeres que se vieron obligadas a abandonar España durante la Guerra Civil sufrieron una doble marginación, como exiliadas y como mujeres. La autora muestra cómo la experiencia del exilio puede ser especialmente dura para las mujeres, que a menudo se ven obligadas a asumir roles de cuidadoras y a hacer frente a situaciones de precariedad e inseguridad.
2. La obra La tumba de Antígona fue escrita por María Zambrano en 1967 durante su exilio en Francia. Allí, continuó desarrollando su obra literaria y su pensamiento filosófico, y se relacionó con otros intelectuales y artistas exiliados, como el poeta Luis Cernuda. En La tumba de Antígona, aborda la figura mítica de Antígona para reflexionar sobre temas como la libertad, la justicia y la dignidad humana, y para criticar el autoritarismo y la represión política del régimen franquista. La obra es una muestra de la habilidad literaria y filosófica para combinar elementos mitológicos, históricos y políticos.
3. La obra Eloísa o la existencia de la mujer fue escrita en 1945, en plena posguerra española. La obra se compone de una serie de ensayos en los que la autora reflexiona sobre la figura de la mujer en la sociedad y la cultura occidental. En ella se trata la figura de la mujer desde una perspectiva existencial, cuestionando la idea de la mujer como un ser subordinado al hombre y abogando por su libertad y autodeterminación. La protagonista de la obra, Eloísa, representa a una mujer que se rebela contra los roles impuestos por la sociedad y busca su propia identidad.  Esto lo consigue analizando la figura de Eloísa, una mujer medieval que se convirtió en abadesa y que fue conocida por su relación amorosa con el filósofo Pedro Abelardo. La autora utiliza esta figura histórica como punto de partida para reflexionar sobre la situación de la mujer en la sociedad y la cultura de la época, y para criticar la discriminación y el patriarcado que imperaban en la sociedad.  La obra de Zambrano es considerada como una de las más importantes del feminismo en la literatura española, ya que supuso una reflexión profunda sobre la condición de la mujer en una época en la que la sociedad española se encontraba sumida en la represión y la opresión. Además, su enfoque crítico y su estilo literario la convierten en una obra de gran relevancia tanto para la literatura como para el pensamiento social y político de la época.
4. En Los bienaventurados, Zambrano reflexiona sobre la condición femenina a través de personajes como la Madre del Héroe, una figura que encarna el sacrificio y la abnegación propios del ideal de feminidad impuesto por la cultura patriarcal. La obra también aborda temas como la maternidad y la familia, mostrando cómo estos conceptos pueden limitar la libertad de las mujeres y su capacidad de realización personal.  En definitiva, en la obra de María Zambrano podemos encontrar una reflexión constante sobre el rol femenino en la sociedad, la necesidad de liberar a la mujer de los estereotipos y prejuicios que la han limitado históricamente, y la importancia de luchar por la igualdad de género y por una sociedad más justa y equitativa.

## Reconocimientos

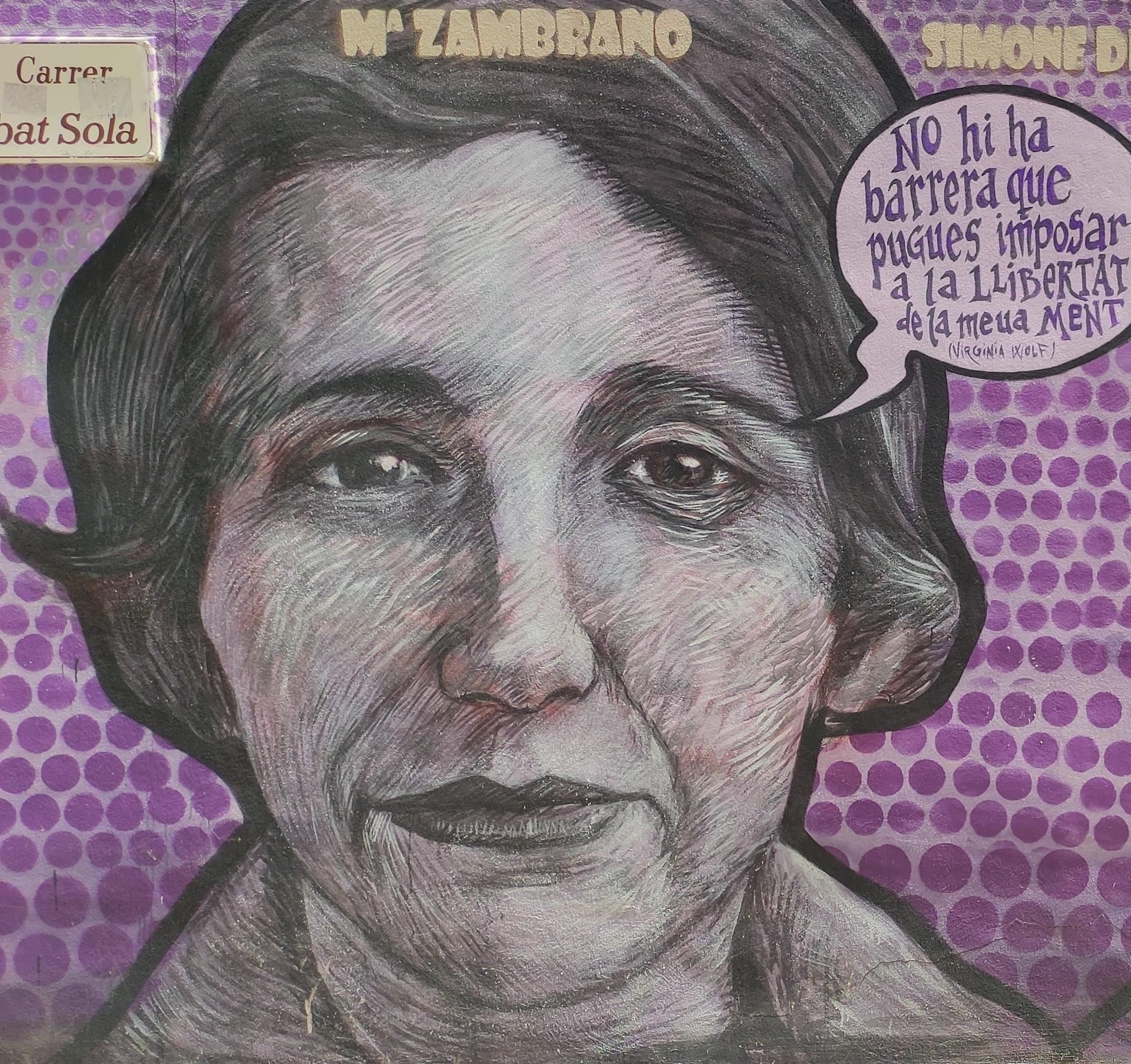
Mural feminista Gandia - Maria Zambrano.jpg

En julio de 2018 la Asociación “Herstóricas. Historia, Mujeres y Género” y el Colectivo “Autoras de Cómic” creó un proyecto de carácter cultural y educativo para visibilizar la aportación histórica de las mujeres en la sociedad y reflexionar sobre su ausencia consistente en un juego de cartas. Una de estas cartas está dedicada a Zambrano.
En la localidad de Vélez Málaga existe un parque dedicado en su honor, el parque María Zambrano. Se inauguró el 4 de diciembre de 2003 y es el espacio verde más grande de la localidad. Además en esta localidad se encuentra la Fundación María Zambrano, con su sede en el Palacio de Beniel.
En 2004, coincidiendo con el centenario de su nacimiento, fue reconocida como Autora del Año en Andalucía y, con ese motivo, el Centro Andaluz de las Letras organizó diferentes actividades divulgativas en torno a su figura y su obra, entre otras la exposición itinerante 'María Zambrano: la aurora del pensamiento'. Esa misma institución editó una Antología Breve a cargo del catedrático Juan Fernando Ortega Muñoz y, de forma más reciente, ha editado el Cuaderno didáctico María Zambrano, obra de María Luisa Maillard, para su distribución en centros educativos.  
En la ciudad de Málaga, lleva su nombre la Estación de Málaga-María Zambrano. Se inauguró el 28 de noviembre de 2008. Cuenta con 7 andenes y 11 vías, teniendo conexiones de metro, cercanías y trenes de alta velocidad.
También lleva su nombre la biblioteca de filología de la Universidad Complutense de Madrid, espacio que se encuentra a medio camino entre la Facultad de historia y la Facultad de filosofía y filología (antigua Facultad de Filosofía y Letras) donde ella misma estudió.
La Sociedad de Salvamento y Seguridad Marítima posee un buque llamado María Zambrano (BS-22).
Del 19 de octubre de 2022 al 15 de enero de 2023 el Teatro Fernán Gómez Centro Cultural de la Villa organizó una exposición comisariada por Tània Balló sobre Las Sin Sombrero, para visibilizar que, dentro del grupo del 27, también existió una generación de mujeres pintoras, poetas, novelistas, ilustradoras, escultoras, pensadoras, cineastas y compositoras que gozaron en su tiempo de éxito nacional e internacional, y entre las que se reconoce a Zambrano.

## Algunos dictados y sentencias
- La actitud de preguntar supone la aparición de la conciencia.
- La pregunta, que es el despertar del hombre.
- La palabra de la poesía temblará siempre sobre el silencio y sólo la órbita de un ritmo podrá sostenerla.
- Filosófico es el preguntar y poético el hallazgo.
- La filosofía es una preparación para la muerte y el filósofo el hombre que está maduro para ella.
- La Tierra lo arregla todo, lo distribuye todo. Bueno, quiero decir estas cosas, si la dejan. Pero no la dejan, no. No la dejan nunca ellos, los que mandan. ¿La dejarán alguna vez que haga su trabajo en paz?
- Quien tiene la unidad, lo tiene todo.

| Predecesor: -              | 1.º Premio Príncipe de Asturias de Comunicación y Humanidades 1981 | Sucesor: Mario Bunge        |
| Predecesor: Carlos Fuentes | Premio Miguel de Cervantes 1988                                    | Sucesor: Augusto Roa Bastos |